# سیارک ۳۴۸۹۲
سیارک ۳۴۸۹۲ (به انگلیسی: 34892 Evapalisa، نامگذاری:2001VW88) سی و چهار هزار و هشتصد و نود و دومین سیارک کشف شده‌است که در ۱۵ نوامبر ۲۰۰۱ کشف شد.